# Gordis
Pour les articles homonymes, voir Gordis (homonymie).
Gordis est une telenovela chilienne diffusée depuis en 2012 sur Chilevisión.

## Acteurs et personnages

### Acteurs principaux
- Karla Vásquez : Amelia Peña
- Faloon Larraguibel : Carrie SimSalabim
- Nicolás Pérez : Carter Carrington
- Carla Jara : Sofía Regiolini (Antagoniste principale)
- Jaime Artus : Patrick Lizama
- Carolina Mestrovic : Linda
- Rodrigo Salinas (es) : Eugenio SimSalabim
- Montserrat Prats : Vannessa Malessi (Antagoniste)
- Viviana Nunes : Bestiana Carrington (Antagoniste)
- Rodrigo Avilés : Jerry Cacerola
- Daniela Castillo : Serena Calma (Antagoniste)
- Andreina Chataing : Daisy Rosado (Antagoniste)
- Felipe Álvarez : Donald
- Iván Cabrera : Patricio "Pato" Proteico
- Damián Bodenhöfer : Lewis Cacerola
- María Paz Jorquiera : Cosu Rarelli
- Eileen Rivera : Pepa Rosado
- Janis Pope : Pía de los Aromos
- Gabriela Ernst : Cynthia Pérez
- Samantha Sanchéz : Aurora Peña
- Ramón Llao : Marcial Peña
- Francisco González : Rufus Calvo
- Lolo Peña : Vittorio Regiolini
- Francesca Cigna : Ricarda Pilates
- Felipe Armas : Pepe Cacerola
- Camilo Marín : Muela
- Violeta Vidaurre : Sorcière Alexandra (Antagoniste)
- Grimanesa Jiménez : Miss Ruttenmeyer

### Párticipations spéciales
- Julio César Serrano : Perno-Mateo Cibernetico
- Matías González : Guatón Cebolla
- Pilar Ruiz : Infirmière
- Claudio Moreno: "Guru - Guru"
- Eduardo Bazaez : Abdou Hadji, Génie du désert
- Heber Espinoza : Rafti
- Javiera Cifuentes : Susana

## Diffusion internationale
| Pays  | Chaîne      | Titre  | Série prémière |
| ----- | ----------- | ------ | -------------- |
| Chili | Chilevisión | Gordis | 2 janvier 2012 |

### Sources
- (es) Cet article est partiellement ou en totalité issu de l’article de Wikipédia en espagnol intitulé « Gordis (telenovela) » (voir la liste des auteurs).